# ピアーレ
ピアーレ（英: PEARE）は、愛知県小牧市の桃花台ニュータウンにある複合型商業施設（ショッピングモール）である。

## 概要
正式名称は「桃花台タウンセンター」（略して「桃花台センター」とも言う）。管理・運営者は一般財団法人桃花台センター。
ユニーが運営するアピタ桃花台店（ - とうかだいてん）が核店舗であった。ピアーレ北西部分の2・3階に約30店のテナントとともに営業していた。建物は地上4階建てとなっていた。
なお、1・4階部分は駐車場のみとなっている。その他別棟に、スポーツジムや飲食店などがある。
愛称「ピアーレ」は公募にて決定。英語で「桃」を表す「Peach」と「遊び」を表す「Play」、「快適」を意味する「Amenity」、「余暇」を表す「Resort」、イタリア語で「創造」を意味する「クレアーレ creare」と言う言葉を合わせて作った合成語である。
三井住友信託銀行が実質所有し、一般財団法人桃花台センターが運営受託していたが、2017年（平成29年）12月に株式会社桝屋が所有権を取得し、翌2019年3月から丸紅リアルエステートマネジメントが運営している。
2019年（令和元年）8月11日に、アピタ桃花台店が閉店。同年11月12日にドン・キホーテとユニーのダブルネーム店舗「MEGAドン・キホーテUNY桃花台店」としてオープンした。

## 主な施設
- 桃花台中日文化センター - 2016年（平成28年）9月まで。
- ロッテリア 小牧ピアーレ店
- コパンスポーツクラブ 桃花台 - スポーツジムやプールを完備したスポーツクラブ。
- ヘアサロン カジロ 桃花台ピアーレ店
- 一般財団法人桃花台センター事務局

## 主なテナント
- sagami - 呉服
- セリア - 100円ショップ
- くまざわ書店

※ その他詳細はショップガイドを参照。

## 交通手段
- 桃花台センター停留所下車、徒歩で1 - 2分[4]。

## 周辺
- 旧・桃花台センター駅
- ホームセンターバロー - バロー系列のホームセンター。
- 愛知県道195号荒井大草線
- スカイステージ33
- 小牧市東部市民センター
  - 小牧市役所篠岡支所
  - 小牧市立図書館東部市民センター図書室
- ピエスタ
- 桃花台交番
- 桃花台中央公園